# Stadtbefestigung Ahrweiler

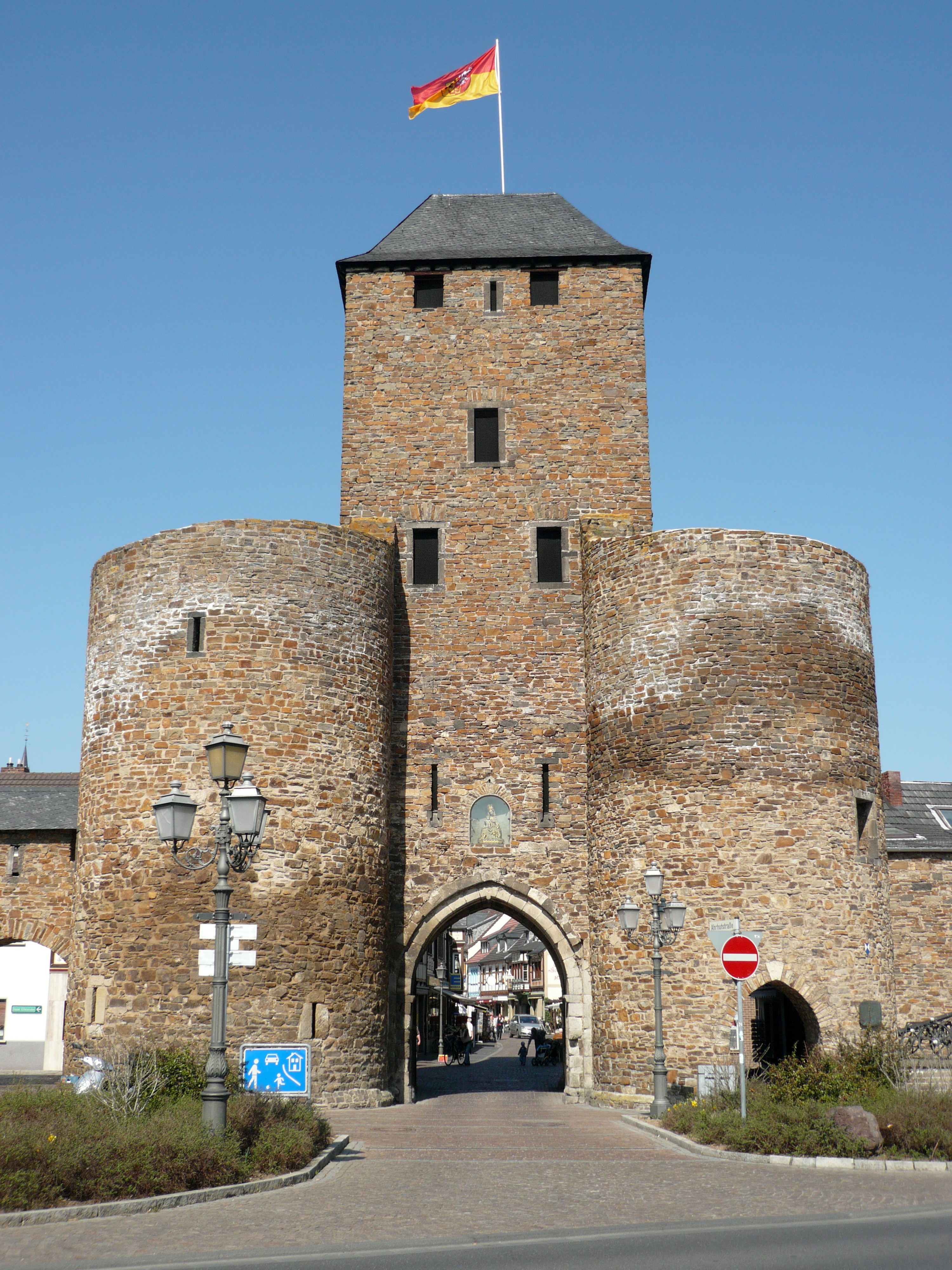
Ahrtor in Ahrweiler (2009)

Die Stadtbefestigung in Ahrweiler, einem Stadtteil von Bad Neuenahr-Ahrweiler im nördlichen Rheinland-Pfalz, ist seit der Mitte des 13. Jahrhunderts belegt. Die Erstbelege für den Graben sind 1261, für die Stadttore 1297 und die Mauer 1298. Die Stadtbefestigung Ahrweiler ist als Kulturdenkmal geschützt.

## Stadtbefestigung
Die Altstadt von Ahrweiler wird heute noch fast vollständig von der 1800 Meter langen Stadtmauer umfasst. Der Stadtgraben ist zwischen Obertor, Adenbachtor und Niedertor zum Teil noch erhalten. Wie diese drei Toranlagen gewährt als viertes das Ahrtor Einlass. Das ummauerte innerstädtische Areal beträgt ca. 18 ha. Neben den vier Stadttoren sind noch drei Wehrtürme zu sehen.

### Stadtgraben

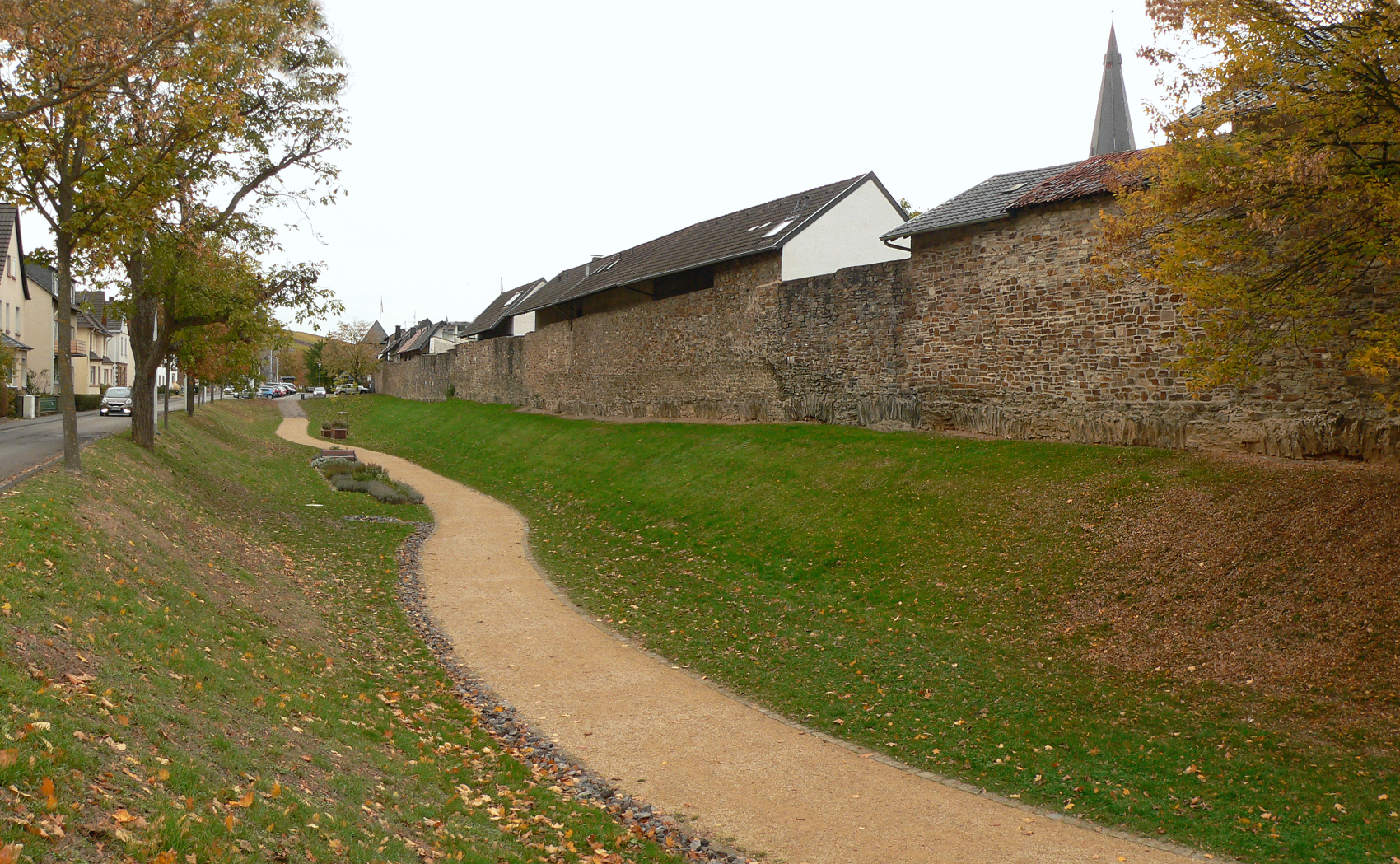
Stadtgraben in Ahrweiler

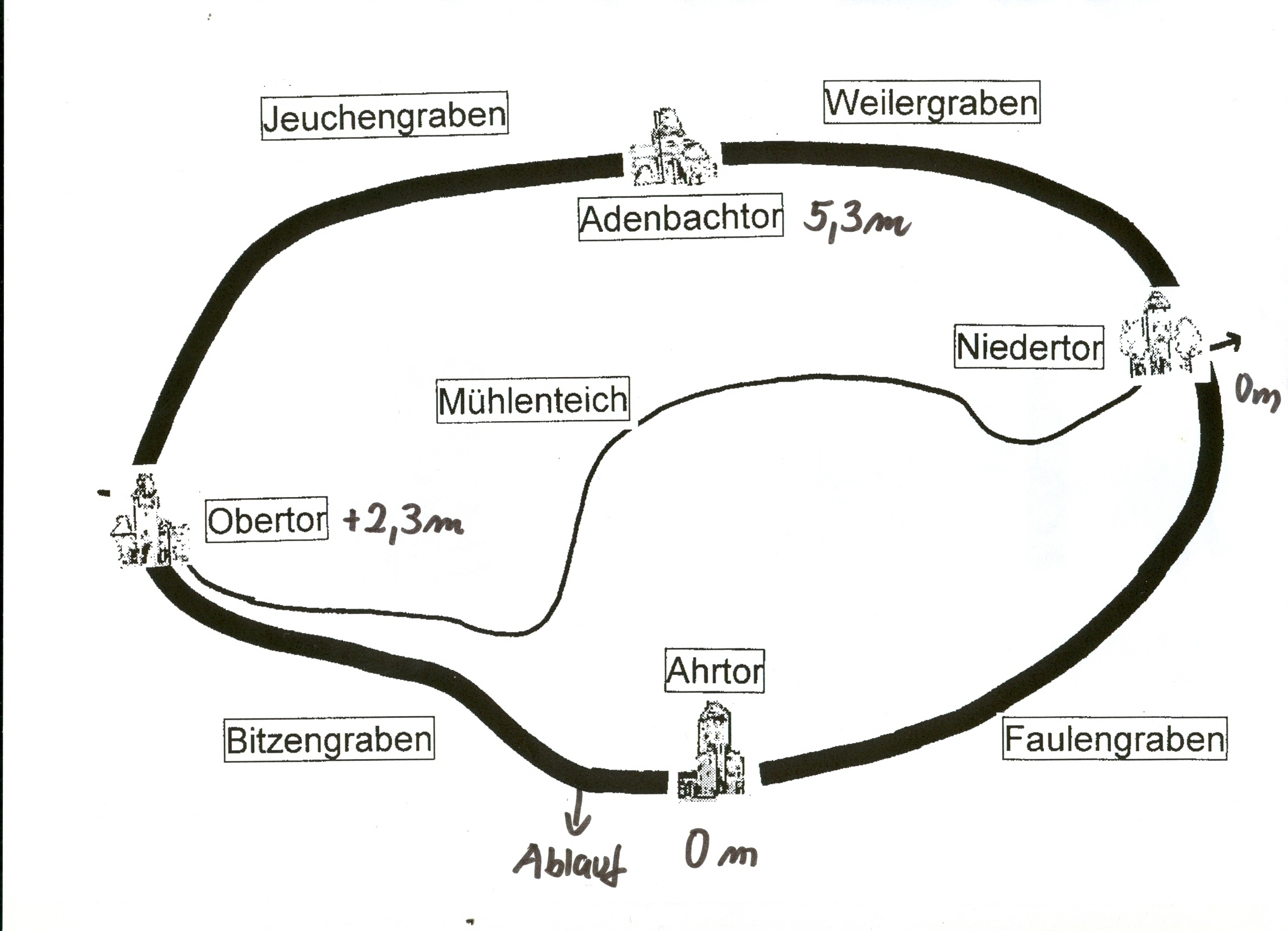
Skizze des Stadtgrabens

In den ältesten Stadtrechnungen Ahrweilers sind Ausgaben für Maurerarbeiten im Faulengraben belegt. Der Stadtgraben oder besser ausgedrückt die vier Stadtgräben hatten folgenden Verlauf: Vom Obertor bis zum Adenbachtor reichte der Jeuchengraben, vom Adenbachtor bis zum Niedertor der Weilergraben, vom Niedertor bis zum Ahrtor der Faulengraben und vom Ahrtor bis zum Obertor der Bitzengraben. Bitzen-, Jeuchen- und Weilergraben haben ihren Namen nach der jeweils dort liegenden Flur. Beim Faulengraben ist das fehlende Gefälle zwischen den beiden Stadttoren zu beachten. Den Namen wird sich dieser Grabenteil durch sein durchweg stehendes Wasser verdient haben. Die Vierteilung des Stadtgrabens hat topographische und wasserbautechnische Gründe, denn Wasser läuft nicht bergauf. Die Höhenpunkte (in Meter über NN) der einzelnen Tore sind: Obertor 106,2, Adenbachtor 109,2, Niedertor 103,7 und Ahrtor 103,9. Damit war ein einheitliches Wasserniveau des Grabens technisch nicht möglich. Der von der Ahr abzweigende Bach Mühlenteich quert gleichzeitig die Stadt und den Graben. Das Gewässer war der Hauptwasserspender des Stadtgrabens. Der Einlauf am Obertor und der Auslauf am Niedertor waren für die technische Ausstattung des Grabens bzw. der genannten Grabenteile von ausschlaggebender Bedeutung. Diese Stellen waren mit Gittertoren gegen Eindringlinge geschützt. Die einzelnen Grabenteile hatten also jeweils ein eigenes Wasserniveau. Sie waren voneinander mit Sperrmauern und Klausen getrennt, so dass im Bedrohungsfall die Klausen gehoben und die Grabenteile zum Mühlenteich oder zum Bitzengraben hin auslaufen konnten. Hier an der tiefsten Stelle war ein Überlauf zur Ahr hin vorhanden. Nach neuesten Erkenntnissen scheint auch am Faulengraben in Höhe der Plätzerstraße ein Ablaufgraben entlang der Joerresstraße (früher Schellengasse) zum Mühlenteich hin gewesen zu sein. Bei der jährlichen Ablassung des Mühlenteiches wurde auch der Stadtgraben 14 Tage lang trockengelegt und wie der Mühlengraben ausgebessert. Dabei ist anzumerken, dass der Graben nur in Kriegszeiten mit Wasser gefüllt war. In Friedenszeiten dienten die Grabenteile als Heuwiesen, ja sogar als Weingärten.

### Stadtmauer

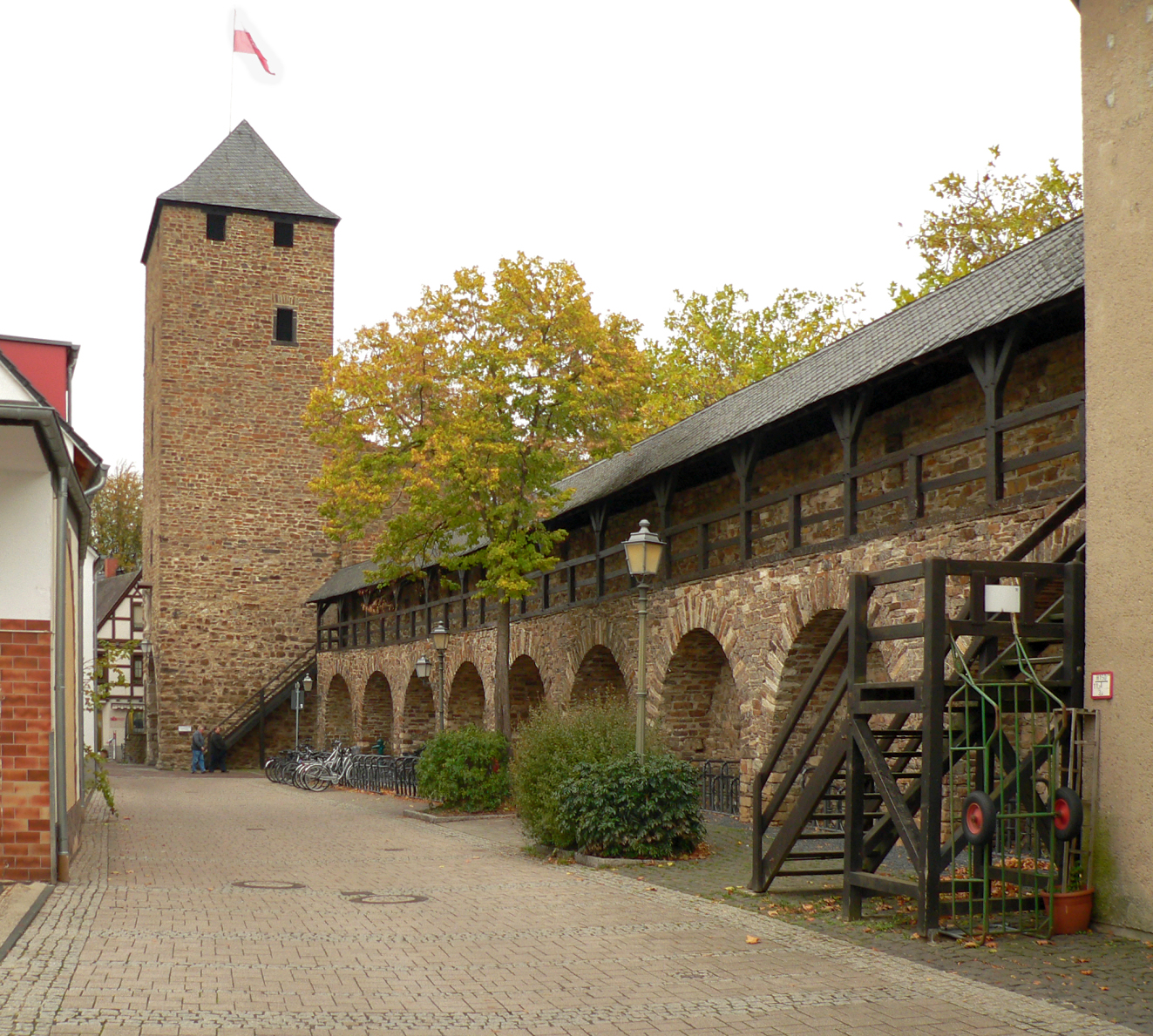
Stadtmauer von innen mit Wehrgang

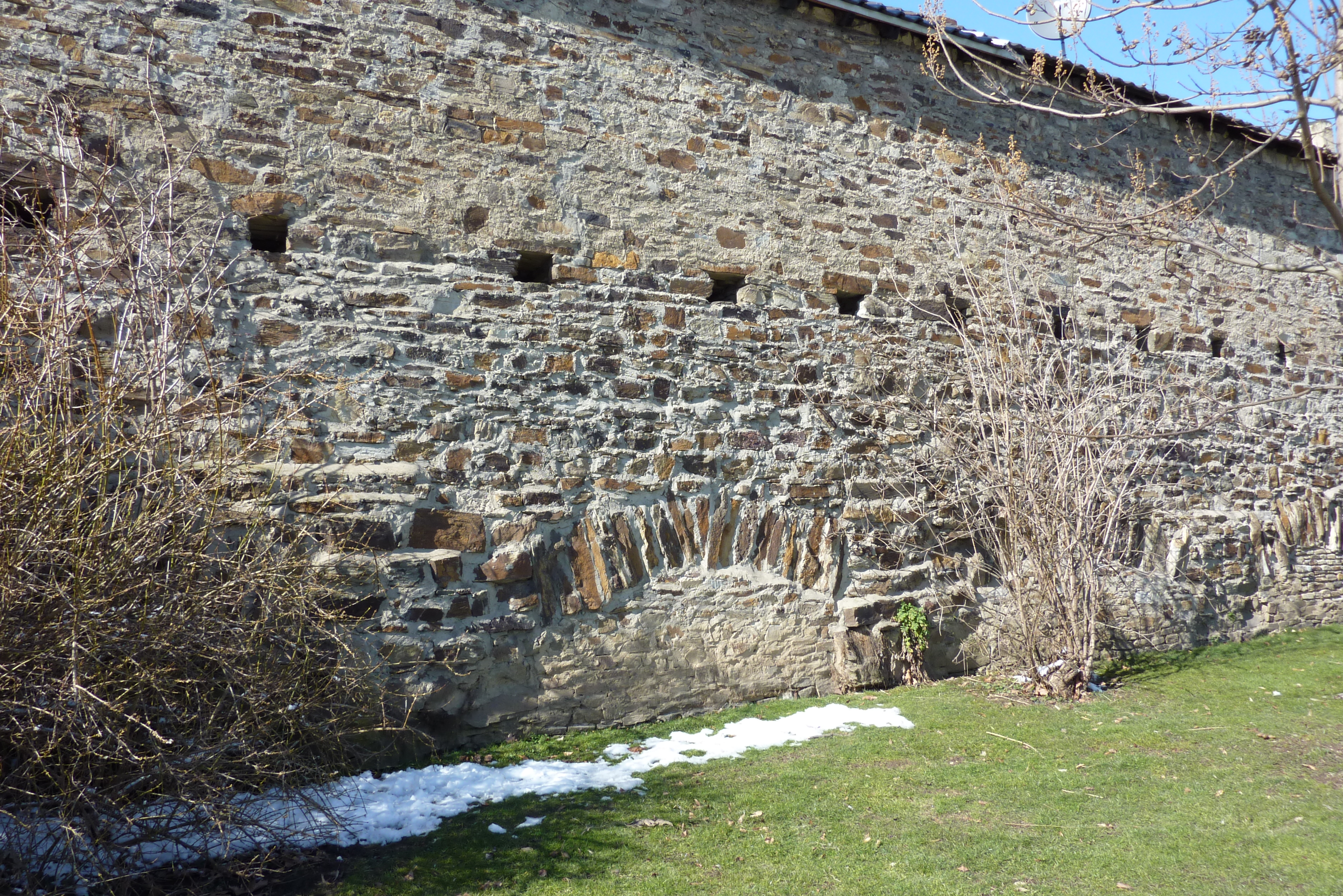
Stadtmauer von außen mit Fundamentbögen und Rüstlöchern

Die 1800 Meter lange Stadtmauer steht nicht auf einem durchgehenden Fundament, sondern ist auf Bögen und Pfeilern gegründet. Diese Konstruktion spart nicht nur Material, sondern hat in erster Linie statische Gründe. Die Mauer als Ganzes wird so elastisch und kann mögliche Erschütterungen, wie Erdbeben, leichter abfangen. Die Pfeiler selbst ragen nur 75 bis 80 cm tief ins Erdreich. Die Bögen haben eine Höhe von 50 bis 100 cm und eine Sehnenlänge von 3,60 m. Diese Bögen waren zunächst offen. Heute sind sie notdürftig ausgemauert, weil viele Anwohner dahinter ihre Keller haben. Zum Schutz gegen Eindringlinge waren sie natürlich durch Gebück gesichert. Unter Gebück verstand man undurchdringliches Gestrüpp, meistens mit Dornen und Stacheln versehen. Bei einer Höhe von 6 bis 8 m verjüngt sich der Mauerfuß bis zur Mauerkrone von unten 1,20 m auf oben 0,90 m.
Zwischen dem Ahrtor und dem Niedertor gibt es regelmäßig wiederkehrende (im Abstand von 140–150 cm) Löcher in der Größe von 25 mal 30 cm in der Stadtmauer. Diese Löcher liegen 3 bis 3,50 m über dem Erdboden. Durch diese Rüstloch genannten Löcher gingen die Kragbalken. Diese wiederum stützten den auf der Mauerkrone sitzenden hölzernen Wehrgang ab. Diese Sonderform des Wehrganges, Hurde oder Hurdengalerie genannt, lässt sich mit Bestimmtheit für den Abschnitt des Faulengrabens, aber vermutlich auch für den Bereich des Weilergrabens, wo diese Rüstlöcher nur noch vereinzelt zu sehen sind, nachweisen. Im Bereich des Bitzengrabens, zwischen dem Obertor und dem ersten Wohnhaus, kann man auf der Mauerkrone noch eine Brustwehr oder Brustmauer erkennen. Diese war eine vereinfachte Variante eines Wehrganges. Sie bot Deckung und ermöglichte von der Mauerkrone aus die Bekämpfung der Feinde aus beherrschender Höhe. Einen Wehrgang, wie man ihn beim Wiederaufbau nach der Zerstörung des Ahrtores im Zweiten Weltkrieg errichtet hat, gab es offensichtlich an der Ahrweiler Wehranlage nicht.

### Stadttore und Wehrtürme

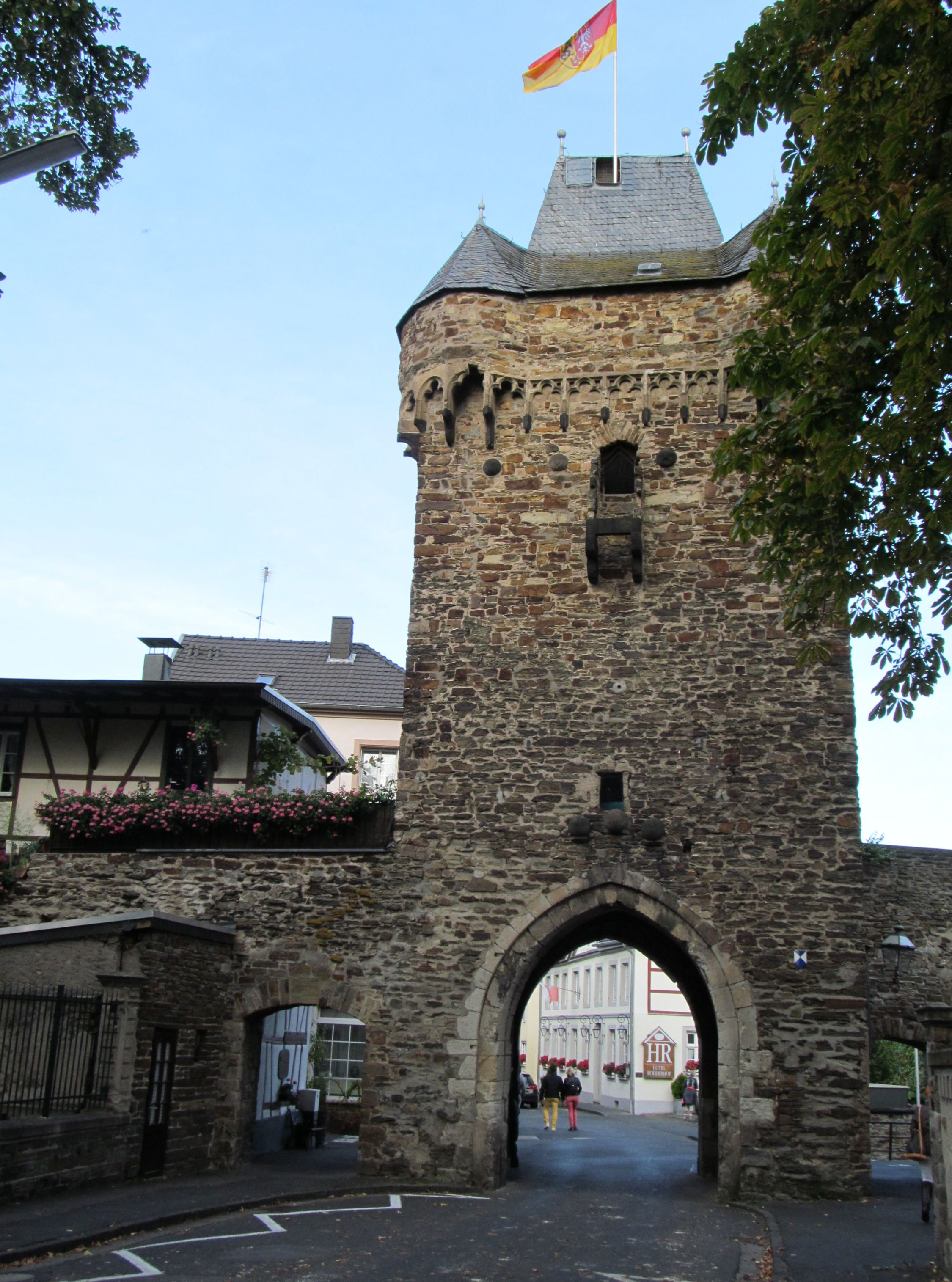
Obertor

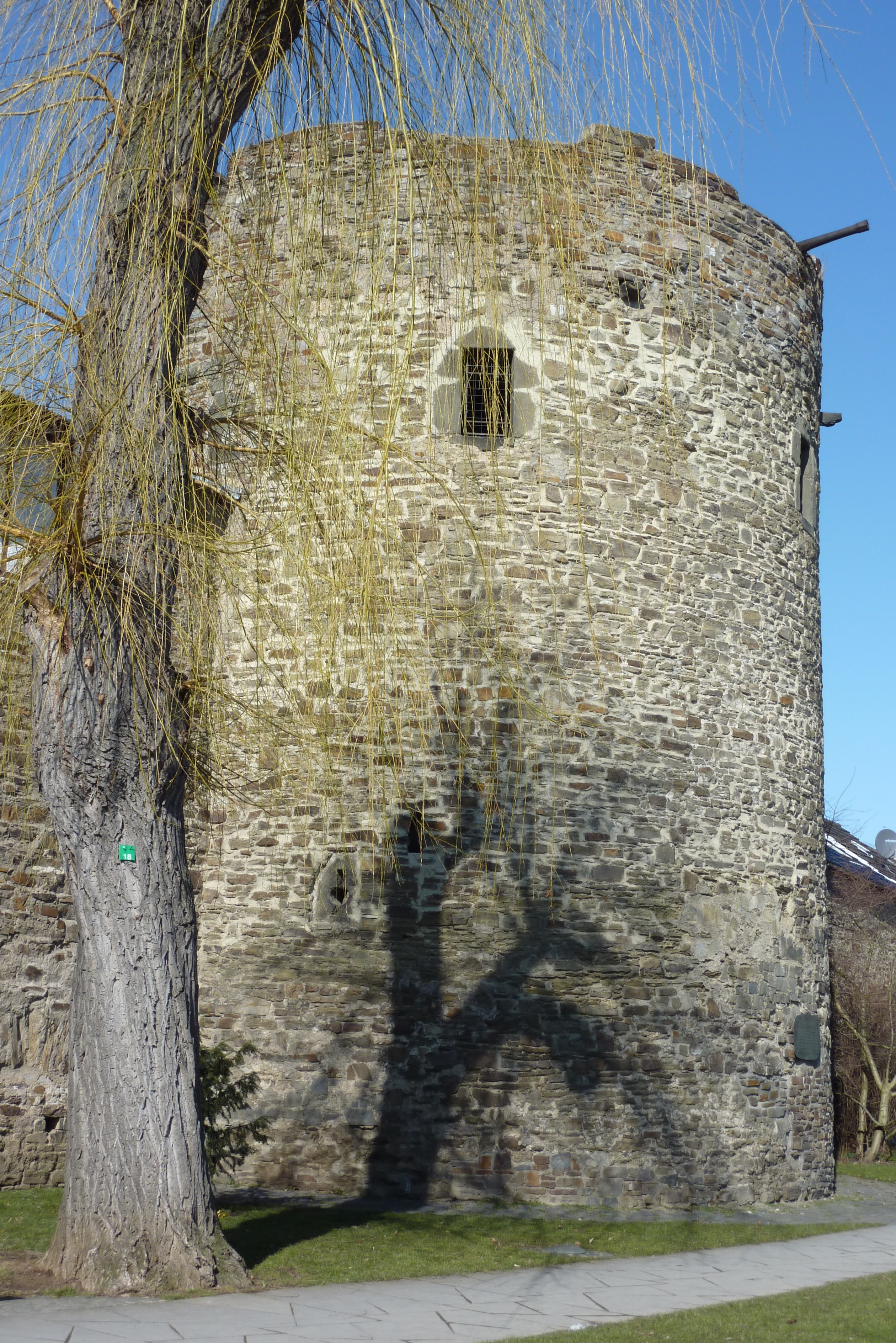
Kanonenturm

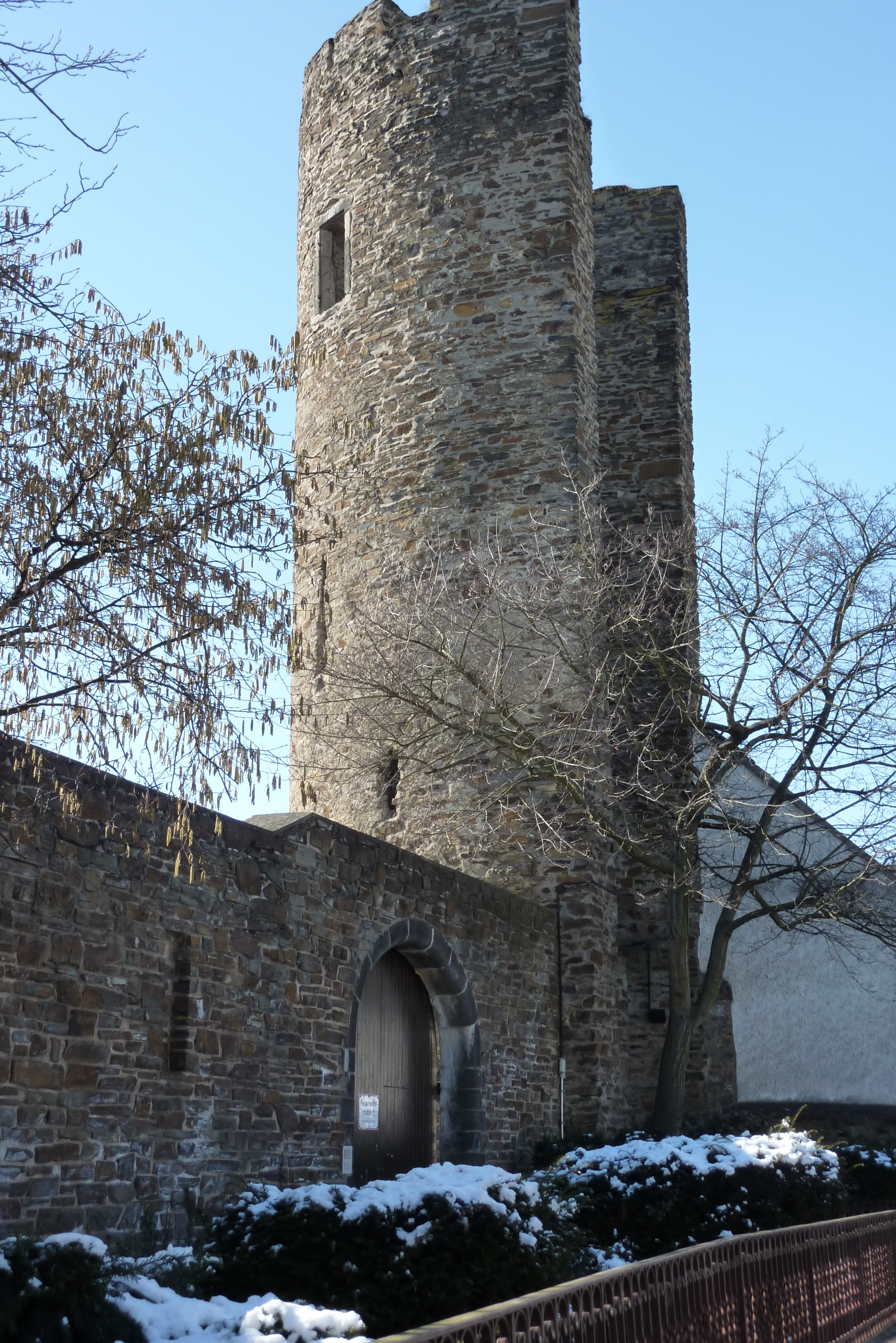
Bitzenturm

Neben den Wahrzeichen Ahrweilers, den vier erhaltenen bzw. rekonstruierten Stadttoren sind noch der Kanonenturm (Halbturm im Mauerring), der Bitzenturm und der Schlösschenturm zu nennen. Die Namen aller drei genannten Wehrtürme sind historisch nicht belegt.
Adenbachtor (Winzertor, Marientor): Nördlicher dreigeschossiger quadratischer, innen offener Torturm aus Bruchstein mit schiefergedecktem Walmdach, äußerer Torbogen aus Drachenfelser Trachyt, mit Blende versehen, darüber eine Schießscharte; Nische mit Muttergottesfigur auf der Stadtseite (Schutzpatronin der Marienhut, daher auch Marientor); Fallgitterschlitz und Tordurchgang unter Holzboden auf Balken mit Torflügeln. Erst im Jahre 1974 wurde der Oberbau nach Zerstörung am 1. Mai 1689 durch die Truppen des französischen Königs Ludwig XIV. wieder aufgebaut. Benannt ist es nach dem ehemaligen nahe gelegenen, wüstgefallenen Weiler Adenbach, zu dem die Straße durch die Weinberge (daher auch der Name Winzertor) führte.
Ahrtor: Südlicher fünfgeschossiger Torturm mit zwei flankierenden dreigeschossigen Halbtürmen. Schmale Schießschlitze und Rechteckfenster. Äußerer Torbogen aus Trachyt und mit Blende versehen. Darüber eine Nische mit Muttergottesfigur. Fallgitterschlitz und Tordurchgang unter Tonnengewölbe. Im Zweiten Weltkrieg wurde das Ahrtor am 29. Januar 1945 durch Bomben bis auf das Erdgeschoss des Hauptturms und den größeren Teil des westlichen Flankenturms zerstört. Der anschließende Wiederaufbau erfolgte unter teilweiser Verwendung des alten Steinmaterials zwischen 1953 und 1958, wobei für den Fußgängerverkehr zwei kleinere Durchbrüche im östlichen Flankenturm und in der Mauer neben dem westlichen Flankenturm geschaffen wurden.
(50° 32' 26" N, 7° 5' 49" O)
Niedertor (Rheintor): Östlicher viergeschossiger Torturm mit geschiefertem Mansarddach und Flankierungstürmen. Im Torweg befindet sich ein Tonnengewölbe und zwei Fallgitter.
Obertor (Walporzheimer Tor, Gesemer Tor): Westlicher viergeschossiger Torturm mit auskragendem Obergeschoss. Vier Ecktürmchen und spitzem Walmdach. Außen befindet sich ein Spitzbogentor mit Fallgitterschlitz sowie eine Pechnase und drei eingemauerte Steinkugeln zum Gedenken an die Belagerung durch die burgundischen Truppen Karls des Kühnen 1476. Benannt nach dem Nachbarort Walporzheim bzw. der Wüstung Gesem.
(50° 32' 25" N, 7° 5' 30" O)
Bitzenturm: Nach innen offener fünfgeschossiger Halbschalenturm mit flachbogigen Nischen und spitzbogigen Schlitzen. Rechteckige Fenster, wobei die Geschosseinteilung durch einfache, mit Bohlen abgedeckten Holzbalken erfolgte. Balkenlöcher und Auflager sind noch deutlich erkennbar. Holzleitern führten zu den einzelnen Stockwerken.
Quellenmäßig sind uns aus der Zeit nach 1487 die Gesemer Portze (Obertor), die Adenbach Portze (Adenbachtor), die Nidderste Portze (Niedertor) und die Arportze (Ahrtor) überliefert. Es werden uns allerdings aus dieser Zeit noch eine Reihe anderer städtischer Befestigungsanlagen überliefert: Calcktoirn (1487 – jeweils Erstnennung), Sintziger Toirn (1495), der Thorn gegenüber Orsbecks Haus (1603), der Thorn gegenüber Hambachs Johanns Haus (1603), Prümer Wijchuis (1492) und das Wijchus in der Arhoiden (1508). Ein solches Wichhaus – auch Scharwachtturm genannt – war ein kleiner, vorkragender Wach- und Aussichtsturm an der Ecke oder Biegung der Stadtmauer. Es diente als Beobachtungsturm und war manchmal auch Standplatz für einen Schützen. Über die genaue Lage der beiden Wichhäuser kann nur spekuliert werden. Fest steht, dass das Prümer Wichhaus im Bereiche des Jeuchengrabens in der Adenbachhut und das Ahrhuter Wichhaus in der Nähe des Ahrtores stand. Der Turm gegenüber Orsbecks Haus kann nur in der Niederhut, ungefähr in Höhe des heutigen Durchbruchs gestanden haben. Beim Turm gegenüber Hambachs Johanns Haus könnte es sich um den heutigen Kanonenturm gehandelt haben. Zweifelsfrei ist der Sinziger Turm zu lokalisieren. Dieser Turm – 1603 Metternicher Turm genannt – ist in der Karte von Galibert 1775 im Weilergraben zu erkennen. Alle diese Türme waren als nach der Stadtseite hin offene Halbschalentürme konstruiert, wie man es noch beispielhaft am heutigen Bitzenturm sehen kann. Um 1500 waren auch das Adenbach- und das Obertor als Dreimauertore ausgelegt, sie waren deshalb stadtseitig offen.

## Kriegszeiten
Die gesamte Befestigungsanlage Ahrweilers hatte ihre große Bewährungsprobe 1474 zu bestehen, als die Stadt während der Erzstiftischen Fehde für einige Wochen vom 14. April an von den Truppen des Erzbischofs Ruprecht eingeschlossen und berannt wurde. Unter dem Kommando der Feldhauptleute Eberhard von Arenberg und dem Grafen Dietrich von Manderscheid wurden schwere Waffen gegen die Befestigung eingesetzt. Allein der Manderscheider stellte seinem Auftraggeber nach dem Abzug am 12. Mai acht Tonnen Schießpulver und eine Tonne Armbrustpfeile in Rechnung. Die erzbischöflichen Truppen mussten „mit schanden upbrechen“, wie die Koelhoffsche Chronik berichtet, aber die Schäden an den Wehranlagen müssen doch sehr bedeutend gewesen sein. Die älteste überlieferte Stadtrechnung von 1487 berichtet uns noch 13 Jahre nach dem Ereignis von ausgiebigen Reparaturarbeiten an den Türmen, Toren und Mauern. Maurer-, Zimmermanns-, Dachdecker- und Schlosserarbeiten waren über Jahre nötig, um die Tore wieder in den Verteidigungszustand zu versetzen. Dabei mussten auch die Vortore, über die jedes Stadttor verfügte, renoviert werden.

## Die Armierung der Stadtbefestigung

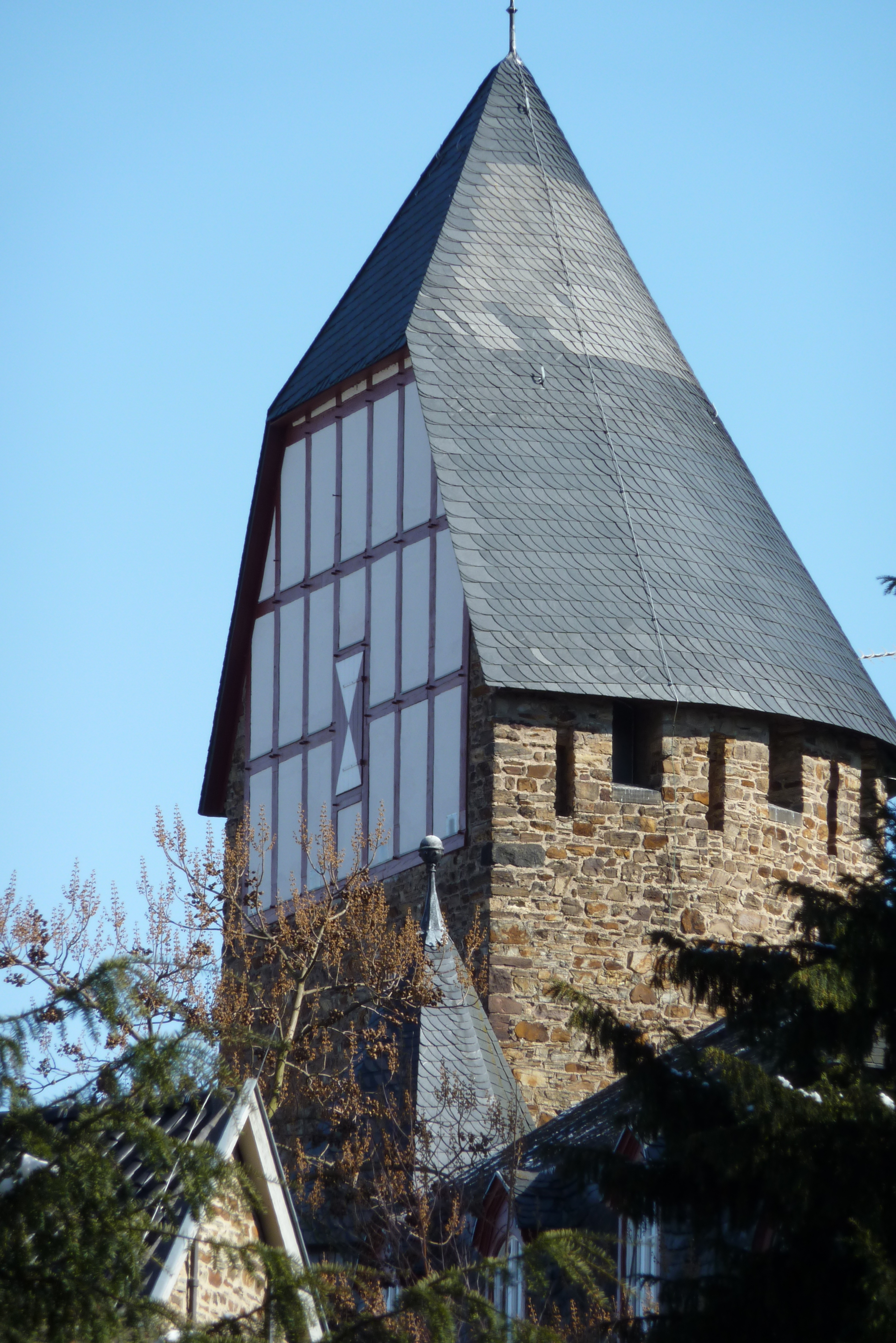
Schlösschenturm in Ahrweiler

Über die Armierung der Ahrweiler Wehranlagen fließen zunächst nur spärliche Nachrichten. Die erste Erwähnung eines Geschützes findet sich 1495 in den Stadtrechnungen. Wir erfahren, dass am Niedertor ein kleiner Geschützturm errichtet wurde. Bereits 1487 werden in der ältesten Stadtrechnung Hakenbüchsen erwähnt. Bei diesen Hakenbüchsen handelte es sich um eine Frühform des Vorderladers, der auf Grund seines Gewichtes nur stationär verwendet werden konnte. Ferner wird über Pulverkäufe bzw. über den Bau einer eigenen städtischen Pulvermühle berichtet.
Zu Beginn des 17. Jahrhunderts werden die Angaben präziser. So berichtet ein Übergabeprotokoll des städtischen Baumeisters Hubert Hansmann 1632 über Geschütze, Hakenbüchsen, Musketen und Pulver. Im Turm des Ahrtores, dem Zeughaus der Stadt, standen damals drei große Feldschlangen auf Lafetten, ferner 11 Doppelhakenbüchsen, zwei Halbhakenbüchsen ohne Lade und sieben Kammerbüchsen. In der Pulverkammer waren drei Tonnen Pulver und ein kleines Fässchen mit wenig Pulver, etliche gegossene Kugeln, etwas Blei und Salpeter.

## Ende der sinnvollen Stadtbefestigung
Der Dreißigjährige Krieg verschonte das Ahrtal nicht. Ende 1632 rückten schwedische Truppen unter dem General Baudissin ins Ahrtal. Ahrweiler wurde belagert und musste sich ergeben. Am 11. Dezember 1632 rückten die Schweden in die Stadt ein. 1642 zogen Hessen und Weimaraner unter dem Marschall Guébriant in Ahrweiler ein. Ob es vorher zu Kämpfen und vor allem zur Beschießung der Stadt gekommen ist, kann auf Grund der mangelhaften Quellenlage nicht gesagt werden.
Vier Jahre später schlossen während des Pfälzischen Erbfolgekriegs die Franzosen unter Turenne mit 14 Geschützen die Stadt ein. Auch hier kann nicht mit Bestimmtheit gesagt werden, ob sich die Stadt kampflos ergab. Am 4. November 1673 waren die Holländer in Ahrweiler. 1688 lagen die Franzosen in der Stadt, die beim Abzug ein Jahr später die Stadt in Flammen aufgehen ließen.

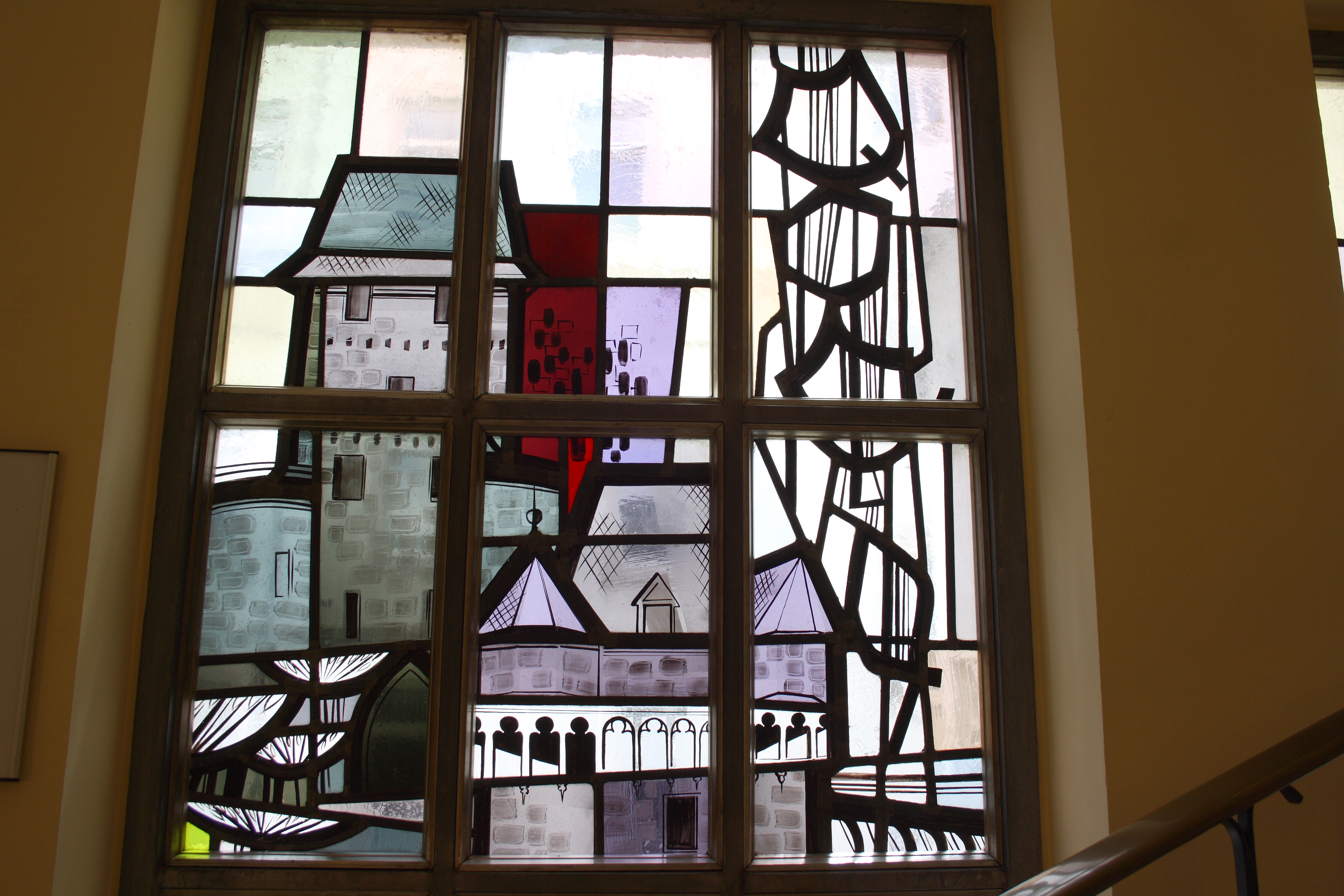
Die Stadtbefestigung Ahrweiler auf einem Bleiglasfenster

Die mittelalterliche Befestigungsanlage war wegen des Fortschritts in der Kriegstechnik, vor allem der Weiterentwicklung des Geschützwesens, nicht mehr zeitgemäß. Reichere Städte hatten ihre Wehranlage durch einen zeitgemäßen Festungsbau ersetzt. Das kam in Ahrweiler wegen der hohen Kosten und der beengten Tallage nicht in Frage. Seit dem Dreißigjährigen Krieg werden die Vortore zu den Stadttoren nicht mehr erwähnt. Ebenso wenig wird von Reparaturen an den Wehrgängen berichtet. Die Gräben wurden nie mehr geflutet. Sie hatten ihren Sinn und Wert verloren. Einzig die Mauer und die Stadttore wurden von der Stadt gepflegt und unterhalten, um – vor allem nachts – unerwünschte Personen aus der Stadt fernzuhalten und in die Stadt einziehende Personen kontrollieren zu können.